# CMA CGM
Pour les articles homonymes, voir CMA et CGM.
La Compagnie maritime d'affrètement - Compagnie générale maritime (CMA CGM) est un armateur de porte-conteneurs français dont le siège social est situé à Marseille. Elle est la troisième entreprise mondiale de transport maritime en conteneurs et la première française. Son offre globale intègre la manutention portuaire et la logistique terrestre et aérienne.
Le groupe CMA CGM est issu de la fusion en 1996 de la Compagnie maritime d'affrètement (CMA) et de la Compagnie générale maritime (CGM), elle-même héritière de la Compagnie générale transatlantique et des Messageries maritimes.
Le groupe se diversifie  dans le secteur des médias et a acheté (en février 2024) la branche Bolloré Transport & Logistics du Groupe Bolloré.

## Histoire
Les origines de la CMA CGM remontent à 1851, date de création de la compagnie maritime des Messageries nationales, par Albert Rostand, armateur marseillais et Ernest Simons, directeur de l'Établissement général des Messageries. Cette compagnie est successivement renommée Messageries impériales puis Messageries maritimes (MM) en 1871.
Parallèlement, en 1855, une autre compagnie, la Compagnie générale maritime (CGM), est fondée à Granville (Manche) par les frères Émile et Isaac Pereire. Elle est renommée Compagnie générale transatlantique (CGT) en 1861 et est active à partir du Havre. La CGT, surnommée la French Line ou la Transat, assure alors le transport transatlantique régulier de passagers avec des navires comme le Normandie ou le France.
En 1973, est créée par décret la Compagnie générale maritime (CGM, reprenant le premier nom de la compagnie normande). L'État cède alors toutes ses actions détenues dans la CGT et les MMà sa nouvelle compagnie. Les deux sociétés fusionnent officiellement au sein de cette nouvelle CGM le 23 février 1977. 
En parallèle, Jacques Saadé crée la Compagnie maritime d'affrètement (CMA) en 1978.
Avec la privatisation de la CGM en 1996, CMA et CGM fusionnent finalement pour former la CMA CGM. La fusion est finalisée en 1999.
Sous ce même nom, la compagnie rachète en 1998 Australian National Line (en) (ANL), puis en septembre 2005 son concurrent Delmas (fondé en 1867, basé à La Rochelle et appartenant au groupe Bolloré), pour 600 millions d'euros.
Ces acquisitions font de la compagnie française basée à Marseille la quatrième plus grande compagnie maritime de transport de conteneurs au monde derrière Mærsk et Mediterranean Shipping Company (MSC).
En 2006, la compagnie relance une activité de transport de passagers haut de gamme avec la Compagnie des Îles du Ponant, revendue en 2012 au fonds d'investissement Bridgepoint.
En 2007, CMA CGM acquiert Cheng Lie Navigation, une entreprise taïwanaise, Comanav, une entreprise marocaine, et US Lines, une entreprise américaine.
Fin 2009, une crise mondiale provoque une chute du transport maritime, sans précédent depuis 1945. La CMA CGM commande, juste avant la crise, trop de nouveaux navires. Elle doit être recapitalisée,. Robert Yildrim, patron du groupe familial turc Yildrim, arrive en sauveur avec 500 millions de dollars en échange de 20 % du capital,. Bpifrance, un temps pressentie pour accompagner la recapitalisation à hauteur de 150 millions de dollars, n'y participe finalement pas,.
Le 25 janvier 2013, un partenariat stratégique est signé entre CMA CGM et l'opérateur portuaire chinois China Merchants Holdings (International). Cette opération d'envergure représente la première pierre d'un partenariat stratégique pour les deux parties, qui entendent ainsi exploiter et développer des terminaux à conteneurs dans le monde entier et intensifier leurs relations commerciales, tout en tirant profit des tendances macroéconomiques mondiales favorables.
En 2014, CMA CGM signe les accords Ocean Three. Le groupe renforce ainsi son offre de service en signant des accords majeurs sur les plus grandes routes maritimes mondiales avec CSCL et UASC. La même année, le groupe acquiert la société allemande OPDR, un transporteur maritime spécialisé dans le transport maritime à courte distance.
En avril 2015, le groupe annonce une prise de participation stratégique dans LCL Logistix, un leader de la logistique en Inde, via sa filiale CMA CGM LOG.
En novembre 2015, le groupe annonce être en négociation pour acquérir la société de transport de Neptune Orient Lines (NOL) basée à Singapour). Les 2,7 % de part de marché du transport de conteneurs de sa filiale American President Lines permettrait à CMA CGM (8,9 %) de se rapprocher des leaders Maersk (14,7 %) et Cosco Shipping (13,4 %), avec 11,6 %,.
Le 7 décembre 2015, CMA CGM confirme son acquisition via une offre à 1,3 dollar singapourien par action, offre souscrite par son actionnaire majoritaire, le fonds souverain de Singapour Temasek Holdings. Cela représente une valorisation de 2,4 milliards de dollars US pour NOL, le groupe résultant ayant une flotte de 553 navires et 29 000 salariés pour un chiffre d'affaires de 22 milliards de dollars.
À l'occasion de ses 80 ans, Jacques Saadé annonce le 7 février 2017 la nomination de son fils Rodolphe Saadé en tant que directeur général de CMA CGM. Jacques Saadé conserve ses fonctions de président du conseil d'administration. Le 24 novembre 2017, Rodolphe Saadé est nommé président du conseil d'administration de CMA CGM en complément de ses fonctions de directeur général.
Toujours en 2017, la compagnie passe une commande au groupe chinois de construction navale China State Shipbuilding Corporation pour la construction de neuf porte-conteneurs de nouvelle génération, suffisamment larges pour accueillir vingt-quatre rangées de conteneurs, mais surtout fonctionnant au gaz naturel liquéfié et non pas au fioul lourd, ce qui réduit considérablement la pollution de l'air. Le premier navire, nommé CMA CGM Jacques Saadé, entre en service en 2020 et les suivants en 2021[réf. nécessaire].
En avril 2018, CMA CGM annonce l'acquisition d'une participation de 25 % dans Ceva Logistics, au travers d'une augmentation de capital.
Début 2019, CMA CGM lance une offre publique d'achat amicale sur CEVA. En avril 2019, l'armateur annonce détenir 97,89 % du logisticien. CMA CGM devient un groupe de plus de 110 000 collaborateurs, présent dans 160 pays à travers le monde et réalisant plus de 30 milliards de dollars de chiffre d'affaires annuel.
En 2020, la crise liée à la pandémie de Covid-19 engendre au premier semestre une contraction mondiale du trafic maritime,. Le deuxième semestre est marqué par un rebond des volumes de conteneurs transportés, dû à la reconstitution des stocks et d'une forte accélération du e-commerce,.
CMA CGM a bénéficié au début de la crise Covid d'un prêt garanti par l'État de 1,05 milliard d'euros, l'entreprise ayant enregistré 200 millions d'euros de perte en 2019. Ce prêt a été entièrement remboursé en début d'année suivante.
En février 2021, CMA CGM crée une nouvelle division spécialisée dans le fret aérien. Dotée au lancement de quatre Airbus A330-200F, CMA CGM Air Cargo complète les solutions de logistique terrestre et de transport maritime du groupe.
En octobre 2021, le groupe entre dans le capital d'Eutelsat. Sa participation au sein de l'opérateur satellite dépassera les 5 % l'année suivante.
En décembre 2021, CMA CGM annonce l'acquisition de la filiale Commerce and Lifecycle Services d'Ingram Micro pour 3 milliards de dollars.
La société affiche des résultats historiques en 2021 grâce à la hausse des prix du transport, le manque de capacités de transport comme de personnel ayant tiré les prix à la hausse.
La crise du Covid en perturbant le commerce international a permis aux transporteurs maritimes de marchandises de pratiquer entre 2020 et 2022 des prix très élevés en s'appuyant sur leur pouvoir de marché, multipliant leurs tarifs par plus de cinq ce qui génèrera des profits records. CMA CGM affiche plus de 40 milliards d'euros de profits qui lui ont permis d'investir dans des secteurs diversifiés tels les transports, la logistique, les médias. Chacun des géants du transport maritime Maersk, CMA CGM et MSC ont réalisé plus de 40 milliards de bénéfices sur la période. Puis, avec le retour à la normale du transport maritime, les résultats de ces entreprises ont reculé fortement, avec par exemple un bénéfice net pour Maersk divisé par 13 sur le premier trimestre 2024 par rapport à 2023,.

### Participations et acquisitions 2022
En janvier 2022, CMA CGM annonce vouloir acquérir une participation de 51 % dans Colis Privé, une filiale de distribution de colis de Hopps Group, pour un montant non dévoilé. Hopps détiendra après l'opération 39 % de Colis Privé et Amazon les 10 % restants.
En février 2022, lorsque la Russie lance son attaque contre l'Ukraine, la CMA CGM annonce ne plus vouloir desservir les ports russes pour des raisons de sécurité mais aussi dans la continuité des sanctions économiques à l'encontre de la Russie.
En avril 2022, CMA CGM annonce acquérir la société Gefco, détenue d'une part par les Chemins de fer russes à hauteur de 75 % et d'autre part par Stellantis à hauteur de 25 %, pour un montant situé entre 450 et 500 millions d'euros,.
En mai 2022, CMA CGM et le Groupe Air France-KLM annoncent un partenariat stratégique de long terme dans le domaine du fret aérien. L'accord prévoit l'entrée de CMA CGM au capital du groupe de transport aérien à hauteur de 9 %, une coopération industrielle et la commercialisation conjointe des capacités de transport de fret aérien des deux groupes,. Ce partenariat a été dénoncé par les deux parties en janvier 2024 sans remise en cause de la prise de participation,.
En septembre 2022, le tribunal de commerce de Bobigny valide le rachat du groupe de presse La Provence par l'armateur CMA CGM pour 81 millions d'euros.
En décembre 2022, CMA CGM annonce l'acquisition d'un terminal à New York et à Bayonne, après avoir acquis en janvier 2022 un terminal à Los Angeles pour 2 milliards d'euros.
Toujours en décembre 2022, CMA CGM franchit en hausse le seuil des 5 % du capital et des droits de vote du groupe d'audiovisuel M6, avec 5,02 % au 9 décembre.
En 2022, la forte reprise du trafic maritime post-Covid, avec des containers pleins à craquer et l'envolée du prix du transport, a permis à l'armateur de décrocher les plus gros bénéfices de l'histoire française : plus de 23 milliards d'euros ; il a investi 23 milliards €, dont 100 millions € pour acheter le quotidien La Provence, puis en fin d'année acquérir 8 % du capital du groupe M6. Dans la logistique, il a acheté l'entreprise de livraison de colis Colis Privé, et Gefco, spécialiste du transport ferroviaire de véhicules neufs. Il s'est diversifié dans le transport aérien, achetant quatre Airbus A300, puis quatre Boeing 777 et prenant une participation de 9 % dans Air France - KLM. Il a pris une participation de 10 % dans l'opérateur de satellites Eutelsat,. L'ensemble des acteurs du transport maritime a profité de la conjoncture exceptionnelle de 2022 : alors que CMA CGM a réalisé un bénéfice net de 24,88 milliards de dollars (23,44 milliards d'euros), celui du danois Maersk a atteint 29,2 milliards de dollars.

### Participations et acquisitions 2023
L'armateur participe au plan de relance de la pêche guyanaise en 2023,.
Le groupe Bolloré, reçoit le 8 mai 2023 une promesse d'achat pour ses activités de commission de transport et de logistique, regroupées dans Bolloré Transport & Logistics (près de 8 milliards d'euros de chiffre d'affaires et 13 000 salariés). CMA CGM lui en propose 5 milliards d'euros, offre acceptée par le groupe Bolloré.
En mai 2023, CMA CGM annonce l'acquisition de La Méridionale à Stef.
En octobre 2023, le groupe marseillais CMA CGM annonce un investissement de 600 millions de dollars sur huit à dix ans pour ses nouveaux terminaux GCF Bayonne et GCT New York dans le but d'améliorer sa présence aux Etats-Unis et tout au long de la chaîne du commerce international.
En 2023, après deux années exceptionnelles, les performances du groupe retrouvent un niveau habituel. Le chiffre d'affaires baisse de 37 % par rapport à 2022, et les bénéfices baissent de 85 %. À cause de l'inflation, la consommation a baissé, et le groupe a été affecté également par les difficultés en mer Rouge,,

### Participations et acquisitions en 2024
En janvier 2024, CMA CGM fait une offre de rachat sur Wincanton plc (en),, puis retire son offre en mars.
Fin février, CMA CGM achète la branche Bolloré Transport & Logistics (14 000 employés) du groupe Bolloré pour 4,850 milliards d'euros, après estimation provisoire de la dette et de la trésorerie à la date de réalisation,.
En mars 2024, CMA CGM annonce faire l'acquisition de l'ensemble du capital d'Altice Média, la branche médias du groupe Altice appartenant à Patrick Drahi, pour un montant de 1,55 milliard d'euros. Avec cette acquisition, l'ensemble des chaînes des marques BFM et RMC vont être intégrées au groupe Whynot Media, la filiale médias de l'armateur français.
En mai 2024, CMA CGM inaugure à Marseille TANGRAM, un centre de formation et d'innovation articulé autour de l'intelligence artificielle, en présence du Président Macron.

### Participations et acquisitions en 2025
En 2025, Rodolphe Saadé, pour CMA CGM, rencontre le président américain Donald Trump et annonce, dans le bureau ovale, devant une carte où le Golfe du Mexique est rebaptisé Golfe d'Amérique, vouloir investir 20 milliards de dollars (18,5 milliards d'euros) en quatre ans aux États-Unis ; investissement qui pourrait même s'accroître « dans les prochaines semaines »,.
En mars 2025, le groupe annonce vouloir investir 20 milliards de dollars aux Etats-Unis pour construire de nouveaux terminaux et infrastructures logistiques destinés au transport maritime.
En avril 2025, CMA CGM annonce un partenariat de 100 millions d'euros avec Mistral AI et l'installation d'une équipe dédiée au sein du groupe pendant cinq ans pour développer l'intelligence artificielle dans l'ensemble de ses métiers,.
En Mai 2025, CMA CGM acquiert la compagnie Air Belgium, placée en liquidation après la pandémie de covid-19. CMA-CGM reprend 124 employés sur 401, dont 72 pilotes. L'acquisition de la compagnie lui apporte quatre nouveaux avions cargo pour le transport du fret, (deux Boeing 747-8F et deux Airbus A330-200F).
Toujours en mai 2025, CMA CGM fait son entrée dans le capital du groupe Pathé, à hauteur de 20%.

## Activités
CMA CGM est présent dans 3 secteurs principaux : le transport maritime (et aérien), la logistique, et les médias.
Fin 2022, le groupe CMA CGM dispose de 584 navires desservant 420 ports (sur les 521 ports commerciaux existants dans le monde) et 750 entrepôts.
CMA CGM compte 29 porte-conteneurs dotés d'une propulsion au gaz naturel liquéfié (GNL) et s'oriente vers le bio-GNL et des méthanes de synthèse afin de réduire les émissions de gaz à effet de serre.
En 2024, CMA CGM est numéro trois mondial du transport maritime avec 160 000 salariés dans 160 pays, et elle réalise 84% de son chiffre d'affaires hors de France. Le groupe est le premier employeur privé (plus de 5 000 emplois) de Marseille, avec un chiffre d'affaires de 55,5 milliards USD pour l'année 2024 (+18,0 % par rapport à 2023), tiré par ses activités de transport de conteneurs.

### Flotte

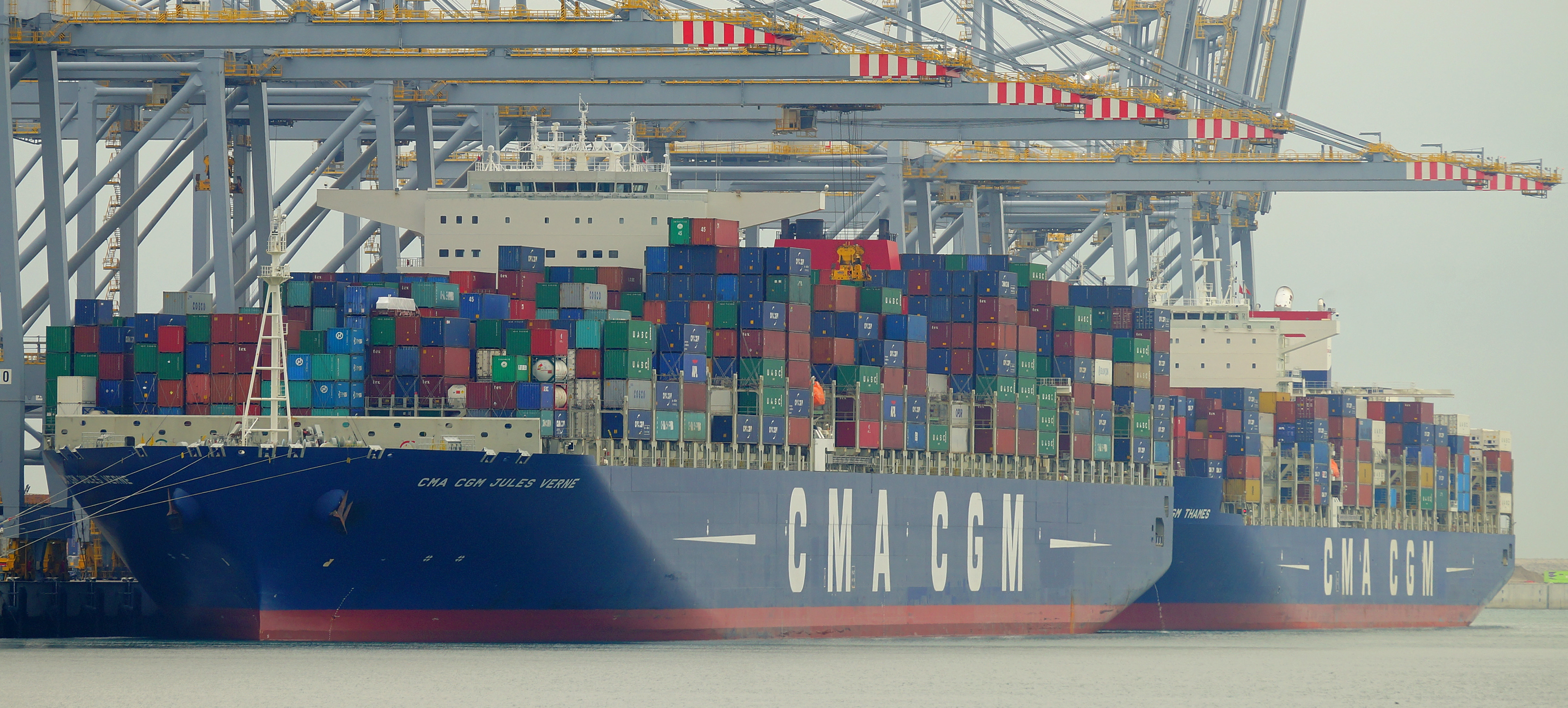
Les porte-conteneurs CMA CGM Jules Verne et CMA CGM Thames dans le port de Rotterdam en 12 2016.

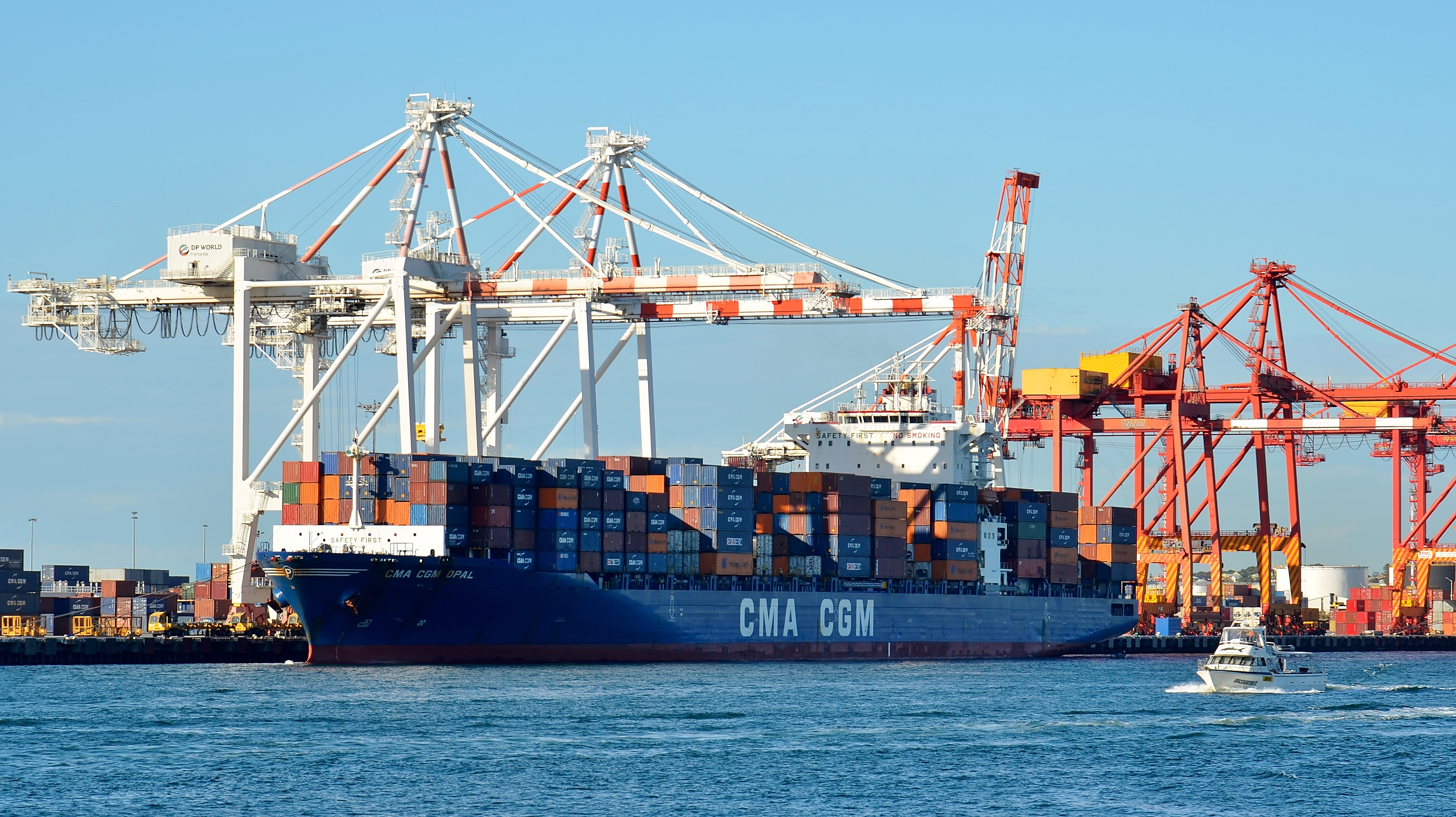
Porte-conteneur CMA CGM Opal dans le port de Fremantle.

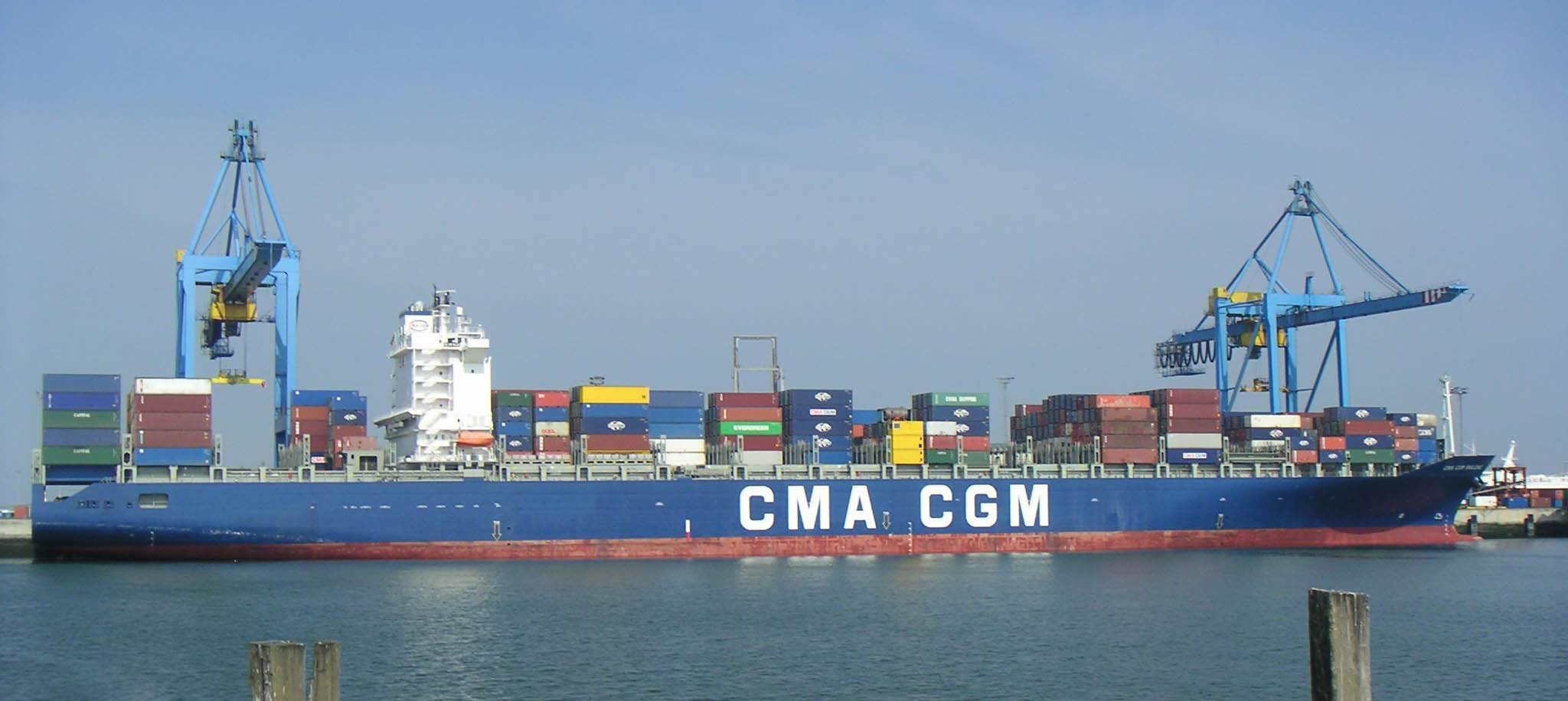
Porte-conteneur CMA CGM Balzac dans le port de Bruges-Zeebruges.

Parmi les navires emblématiques du groupe, se trouvent notamment :
- CMA CGM Andromeda (11 400 EVP), immatriculé à  Malte.
- CMA CGM Christophe Colomb (13 344 EVP) baptisé le 12 juillet 2010 au port du Havre, immatriculé à  Malte.
- CMA CGM Corte Real (13 880 EVP), immatriculé à  Malte
- CMA CGM Marco Polo[82] (16 022 EVP) mis en service le 5 novembre 2012, par le groupe, , immatriculé à  Malte puis aux  Bahamas.
- CMA CGM Jules Verne (16 022 EVP) inauguré par François Hollande le 4 juin 2013 et battant pavillon français, il était le plus grand porte-conteneurs au monde en capacité lors de sa mise en service[83] (il a depuis été dépassé par le Mærsk Mc-Kinney Møller (18 270 EVP) de l'armateur danois). Le Jules Verne est immatriculé à  Malte.
- CMA CGM Kerguelen (17 722 EVP) inauguré le 12 mai 2015 au Havre. Ce navire est long de 398 mètres et large de 54 mètres, il est immatriculé à  Malte.
- CMA CGM Georg Forster (17 722 EVP) baptisé le 6 octobre 2015 à Hambourg, immatriculé à  Malte.
- CMA CGM Bougainville (17 722 EVP) inauguré par François Hollande le 6 octobre 2015 au Havre, immatriculé à  Malte.
- CMA CGM Benjamin Franklin (17 859 EVP) livré en novembre 2015, immatriculé à  Malte.
- CMA CGM Antoine de Saint Exupery (20 600 EVP) livré en janvier 2018 a été sous pavillon français puis immatriculé à  Malte.
- CMA CGM Jacques Saadé (23000 EVP) propulsé au gaz naturel liquéfié, il reste immatriculé en  France.

### Filiales

#### Transport maritime

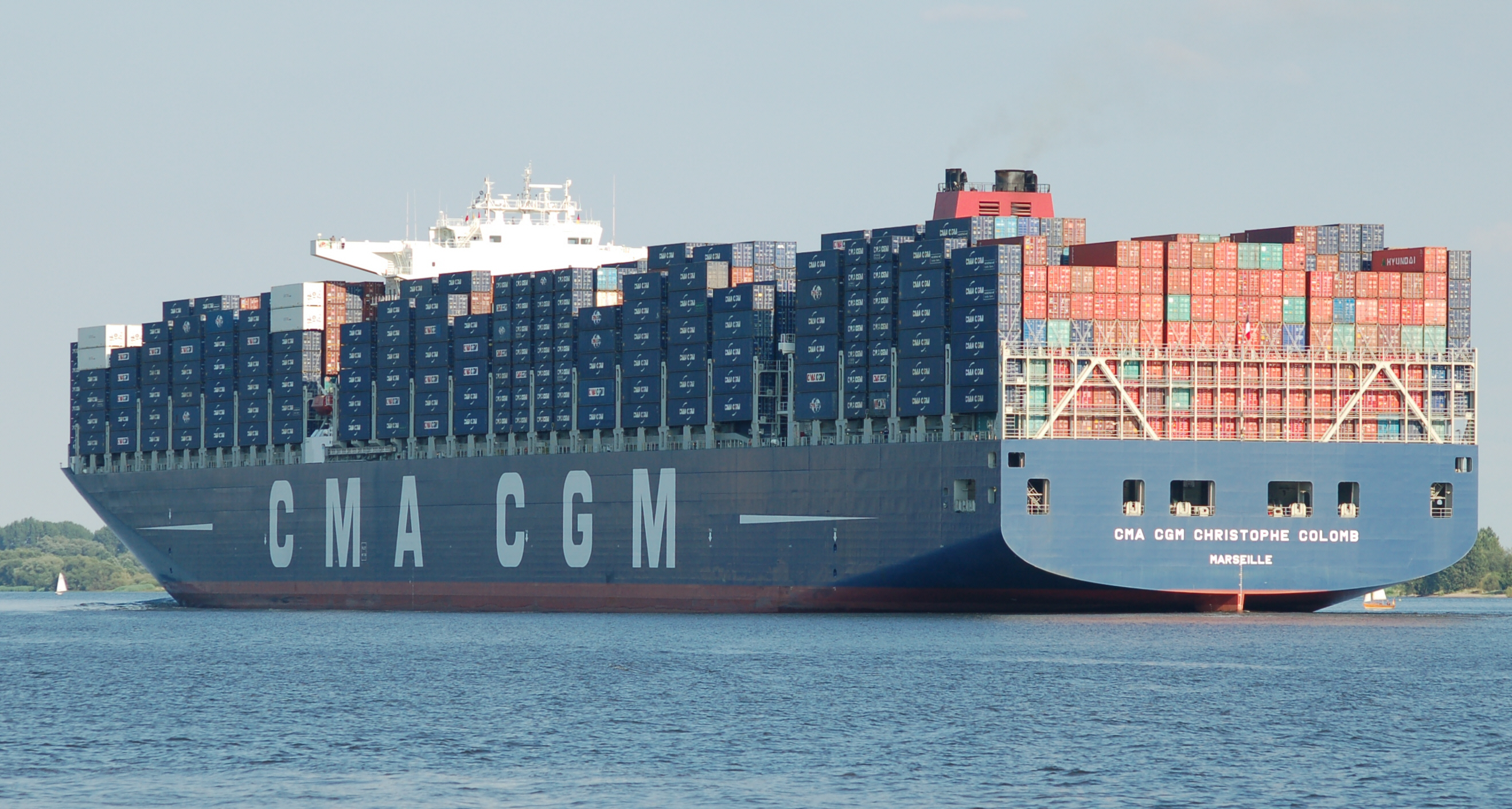
Le CMA CGM Christophe Colomb.

Le Groupe CMA CGM compte de nombreuses filiales spécialisées dans le transport maritime parmi lesquelles CNC (Asie), US Lines (côte ouest des États-Unis, Nouvelle-Zélande, Australie), ANL (Océanie), Comanav (Afrique du Nord) et OPDR (Europe), et depuis 2016 la filiale APL (Singapour)

#### Transport aérien
.

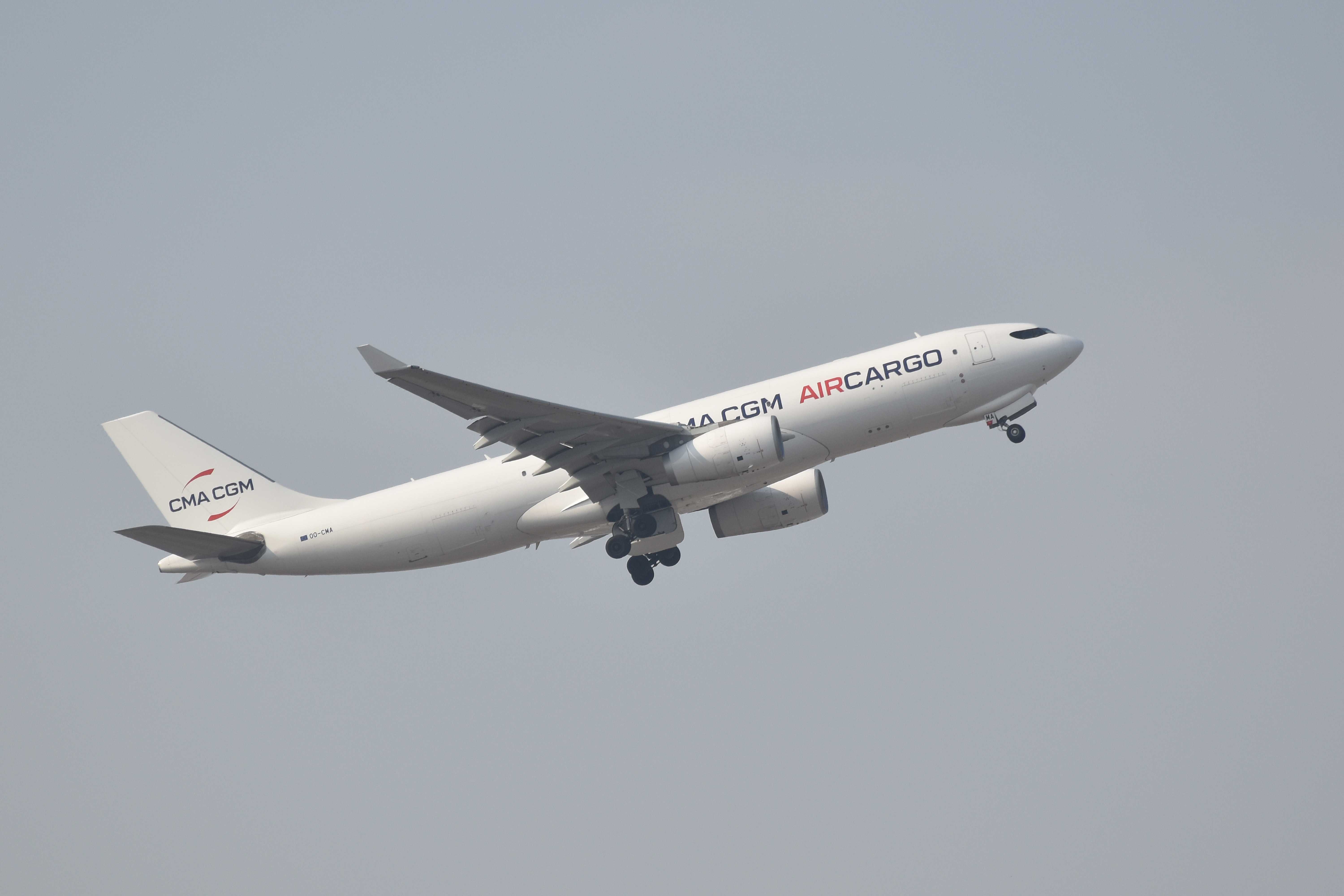
Airbus A330-200F de CMA CGM Air Cargo au départ de Hong Kong en 2021

En 2021, le groupe CMA CGM crée une filiale de la transport aérien, CMA CGM Air Cargo. Il disposera de quatre avions Airbus A330-200F, d'une capacité d'emport de 60 t et mis en service entre 2014 et 2016, qui seront sous opération d'une compagnie aérienne européenne.

#### Logistique

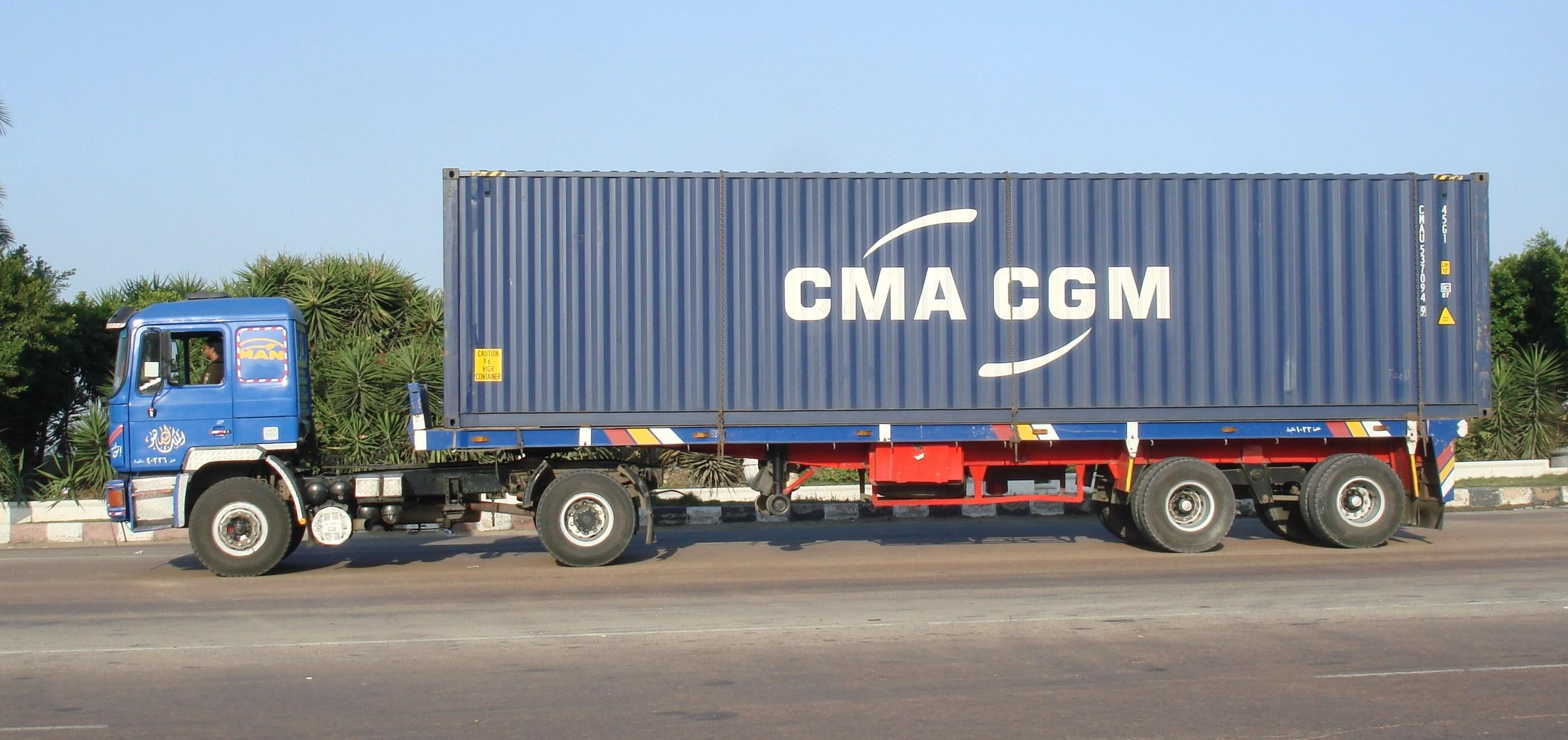
Transport intermodal de la CMA CGM (Alexandrie, Égypte).

CMA CGM vend des prestations de transport intermodal complètes, combinant le maritime, le rail, le fluvial et le routier. Ses filiales spécialisées dans l'intermodal sont : 
- Gefco, ancienne filiale de Peugeot[79],[87] ;
- River Shuttle containers (RSC)[88] ;
- Ceva Logistics rejoint le top 4 mondial de la logistique contractuelle, à la suite de l'acquisition de la division logistique du groupe Ingram Micro[89].

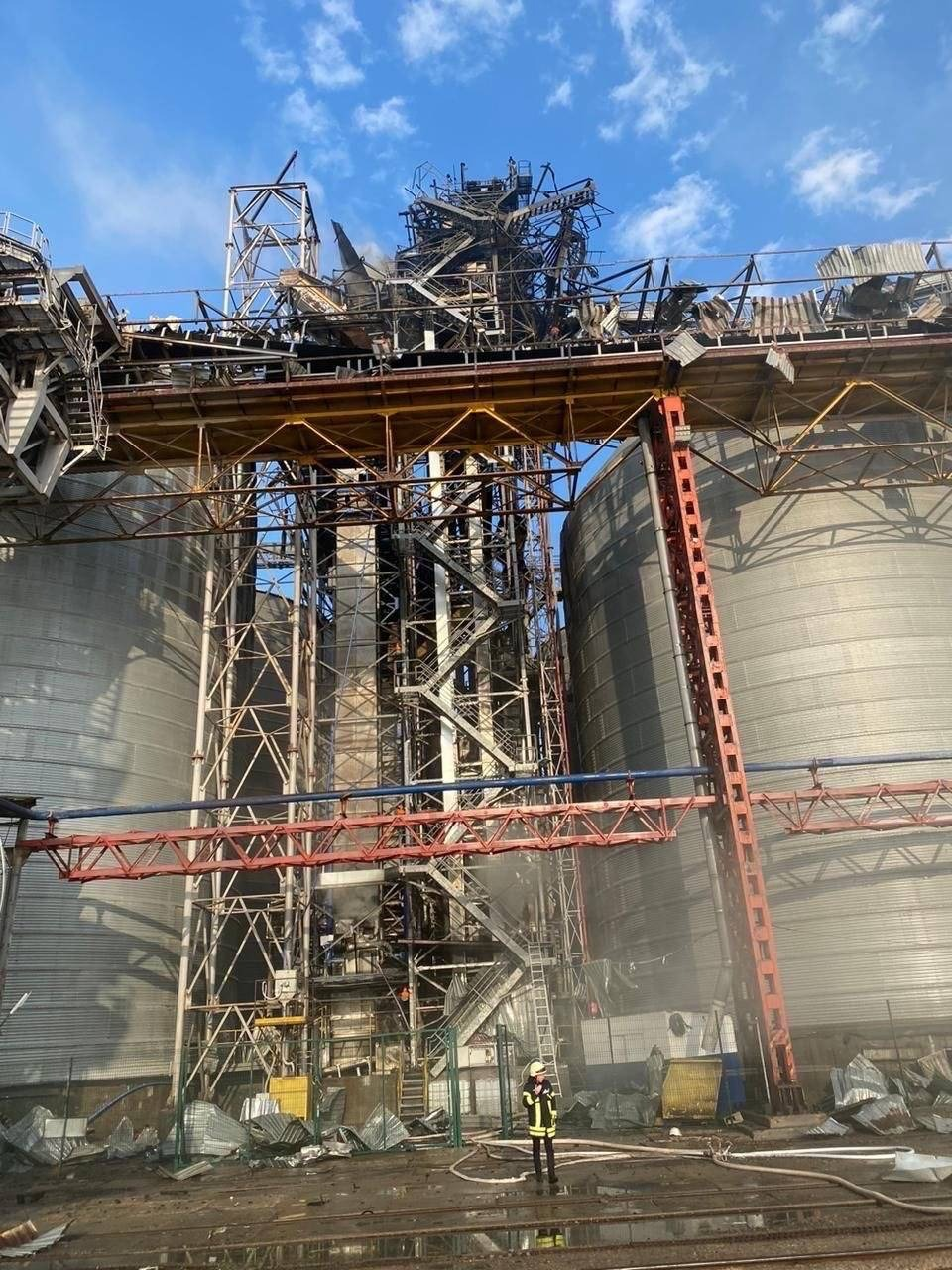
Infrastructures Kernel, Viterra, CMA CGM en Ukraine touchées le 19 juillet 2023 lors de Frappes russes de 2023 contre les infrastructures d'exportation des produits agricoles ukrainiens.

- CMA Terminals Holding : Activité Intermodale et logistique, la Compagnie Nationale du Rhône (CNR), attribue l'exploitation des deux terminaux à conteneurs du Port Édouard-Herriot à Lyon pour 30 ans à un consortium composé de CMA Terminal Holding (67 %), la Caisse des Dépôts (25 %), la CCI Lyon Métropole Saint-Etienne Roanne (4 %) et la CCI Aix-Marseille-Provence (4 %)[91].

En 2024, CMA CGM s'est développé dans le secteur de la logistique en achetant Bolloré Logistics (près de 7,1 milliards d'euros chiffre d'affaires, dans une centaine de pays et 13 500 collaborateurs). Avec cette acquisition, CMA CGM, qui possédait déjà 10 millions de m2 de surface d'entrepôts, augmente cette surface de 900 000 m2 et acquiert une entreprise ayant des marchés différents du sien : tandis que CMA CGM transporte des produits industriels (informatique, automobile, moteurs d'avions...), Bolloré Logistics a notamment des clients dans le luxe, les cosmétiques, la santé, ou encore l'aérospatiale et la défense,,.

#### Médias
CMA CGM est également devenu un géant des médias en France à la suite du rachat et du lancement de journaux (La Provence, Corse-Matin, La Tribune Dimanche), et de rachat d'entreprise (RMC BFM).
La Tribune Dimanche est lancé le 8 octobre 2023 par le groupe CMA CGM.
En juin 2024, les syndicats de journalistes et la direction du quotidien La Provence, détenu par CMA CGM, signent une « charte d'indépendance éditoriale et de déontologie ».
Au printemps 2024, CMA CGM achète Altice Media et devient propriétaire de la chaîne de télévision BFM-TV, de la radio RMC et de leurs filiales.
CMA CGM détient 10% du capital du groupe M6 qui contrôle les chaînes de télévision M6, W9, 6ter et les radios du RTL Group.
CMA CGM dispose d'une participation dans le média en ligne Brut spécialisé dans les vidéos s'adressant aux 15-35 ans sur les réseaux sociaux.
À la suite des première acquisitions dans les médias, le groupe crée sa filiale médias baptisée CMA CGM Médias. En septembre 2023, cette filiale est renommée Whynot Media. Elle adopte finalement le nom de CMA Média en 2024.

### Autres activités
CMA CGM détient une participation dans la compagnie maritime Brittany Ferries.
CMA CGM se diversifie par l'achat de la compagnie maritime La Méridionale, qui assure des liaisons de passagers et de fret entre Marseille, la Corse et le Maroc.
CMA CGM participe à la levée de fonds de  385 millions d'euros de la start-up française Mistral AI, société d'intelligence artificielle, qui la valorise à près de 2 milliards de dollars.

### Chiffres clés de CMA CGM
En 2022, CMA CGM réalise un bénéfice net record de 24,88 milliards de dollars (23,44 milliards d'euros). Son chiffre d'affaires progresse de 33 %, à 74,5 milliards. Dans le maritime, la marge opérationnelle du groupe de Marseille atteint le niveau inédit de 53,7 % du chiffre d'affaires. Mais les taux de fret « spot » qui dépassaient 10.000 dollars pour un conteneur de 40 pieds au départ de Chine lors des sommets de mars 2022, sont désormais tombés sous la barre des 1.500 dollars.
|                                        | 2015   | 2016  | 2017   | 2018   | 2019   | 2021     | 2022     | 2023    | 2024    |
| -------------------------------------- | ------ | ----- | ------ | ------ | ------ | -------- | -------- | ------- | ------- |
| Chiffre d'affaires en millions d'euros | 11 907 | 9 911 | 13 572 | 15 538 | 16 847 | 52 200   | 74 500   | 47 020  | 55 480  |
| Résultat net en millions d'euros       | + 176  | - 463 | + 987  | + 318  | + 539  | + 16 800 | + 23 440 | + 3 640 | + 5 710 |
| Effectif moyen annuel                  | 2543   | 2593  | 2628   | 2787   | 2868   |          |          |         |         |

|                                       | CMA CGM 2020                                     |
| Chiffre d'affaires                    | 47 milliards USD                                 |
| Nombre de conteneurs transportés      | 22 millions d'EVP*                               |
| Nombre d'escales                      | 420 ports (sur 521) d'escales dans 160 pays      |
| Flotte de navires                     | 620                                              |
| Capacité totale de la flotte (en EVP) | 5 millions d'EVP*                                |
| Effectif (Monde)                      | 160 000 salariés                                 |
| Effectif (France)                     | 5 856 collaborateurs dont 1 156 pour CEVA France |

## Siège social

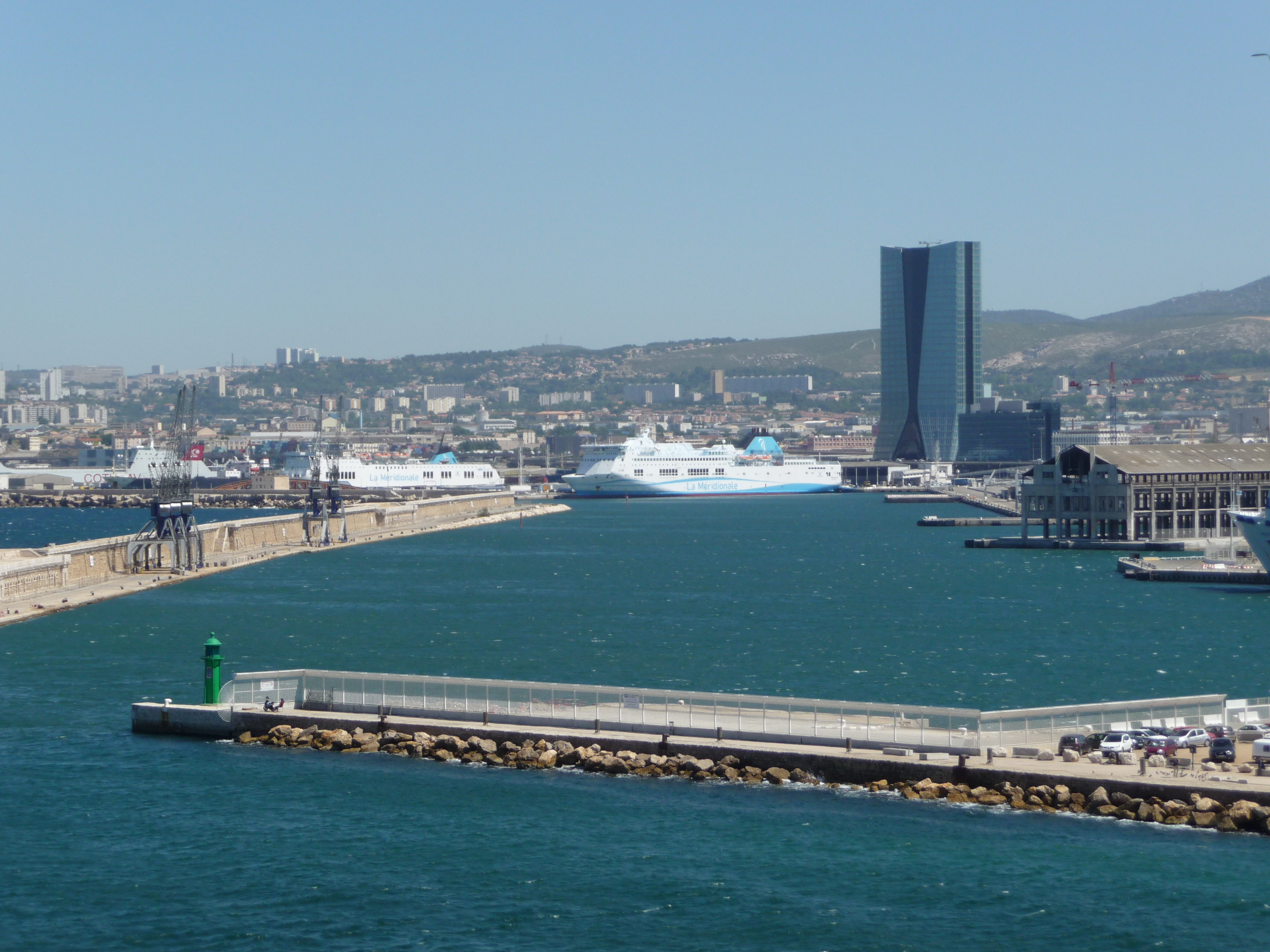
Tour CMA CGM

Le siège social de la société est hébergé dans la tour CMA CGM ; avec 33 étages pour une hauteur de 147 m, c'est le plus grand immeuble de la ville de Marseille. Située dans le quartier d'affaires Euroméditerranée, la tour a été conçue par l'architecte Zaha Hadid et construite entre 2006 et 2011. C'est là que les départements stratégiques tels que la finance, le marketing ou les ressources humaines gèrent les activités internationales du groupe. Avec près de 2 400 collaborateurs, CMA CGM est le premier employeur privé de la ville.

## Communication
Le 10 novembre 2022, CMA CGM annonce que le groupe deviendra le partenaire principal de l'Olympique de Marseille, à compter du 1er juillet 2023 pour deux saisons. Ce partenariat impliquera l'ensemble des composantes du club, des équipes de jeunes, du centre de formation jusqu'aux équipes professionnelles féminines et masculines. Le logo de CMA CGM sera donc présent sur la face avant des maillots.
Depuis 2023, CMA CGM est partenaire officiel de la Course Croisière EDHEC, premier évènement sportif étudiant d'Europe qui rassemble près de 3000 étudiants autour d'une course à la voile inscrite au calendrier de la Fédération française de voile, et de différentes compétitions sportives annexes. Le logo de CMA-CGM est présent au dos des vestes de l'équipe organisatrice,.
En 2023, le groupe CMA-CGM devient un partenaire officiel en solutions logistiques des Jeux olympiques et jeux paralympiques de Paris 2024.

## Lobbying

### Aux États-Unis
Selon le Center for Responsive Politics, les dépenses de lobbying de CMA-CGM aux États-Unis s'élèvent en 2021 à 770 000 dollars.

### Auprès des institutions de l'Union européenne
CMA-CGM est inscrit depuis 2017 au registre de transparence des lobbys auprès de la Commission européenne, et déclare en 2017 pour cette activité des dépenses annuelles d'un montant compris entre 200 000 et 300 000 euros.

### En France
Pour l'année 2021, CMA-CGM déclare à la Haute Autorité pour la transparence de la vie publique exercer des activités de lobbying en France pour un montant qui n'excède pas 600 000 euros.
Le groupe CMA CGM entretient des liens reciproques avec l'État.
L'ancien directeur de cabinet de François Fillon, alors que ce dernier était premier ministre, Pierre Mongin, a intégré le conseil d'administration de CMA CGM, de même que l'ex-secrétaire d'État aux Transports Dominique Bussereau, avec le feu vert du déontologue de l'Assemblée nationale (La Haute Autorité pour la transparence de la vie publique (HATVP), en août 2012, n'existait pas encore)
La HATVP émet en mai 2022 un avis d'incompatibilité sur le souhait de l'ancien député et ministre Jean-Baptiste Djebbari de rejoindre l'entreprise CMA CGM, empêchant donc son recrutement par le groupe,, indiquant que « le risque de mise en cause du fonctionnement indépendant et impartial de l'administration serait substantiel si Monsieur Djebbari rejoignait ce groupe », en raison d'un risque déontologique élevé. L'autorité indépendante estime que les nombreuses rencontres entre l'ancien ministre et des responsables de l'entreprise sont de nature à « créer un doute légitime quant aux conditions dans lesquelles le ministre a exercé ses fonctions gouvernementales »,.

## Fiscalité
Pour toutes ses activités à terre en France, CMA CGM paie l'impôt sur les sociétés.
Pour ses activités CMA CGM de transport maritime, le groupe bénéficie d'une niche fiscale réservée aux armateurs. Une taxe au tonnage, appliquée à 86 % de la flotte mondiale, a été instaurée pour la France en 2004 par Dominique Bussereau secrétaire d'État aux Transports et à la Mer à l'époque. L'impôt sur les sociétés des armateurs se base sur le volume des marchandises transportées et non sur leurs bénéfices rapportés par cette activité. Pour bénéficier de la taxe au tonnage, régime applicable sur une période de dix ans, l'entreprise doit avoir au moins 25 % de sa flotte sous pavillon européen et la majeure partie de l'équipage stratégique (officiers et commandants de bord) basée sur le territoire national.
Ce ne sont pas les impôts qui pèsent sur les bilans des grands groupes de transport maritime : leurs activités étant réparties mondialement, le danois Maersk, l'italo-suisse Mediterranean Shipping Company ou le français CMA CGM ont un taux d'imposition qui se situe entre 1 % et 2 % dans leur pays d'origine. Selon le chercheur Guillaume Vuillemey, il faudrait  « [s']interroger sur le “vrai prix” du transport maritime, une fois qu'on a pris en compte son impact environnemental. Une augmentation de la fiscalité sur le transport maritime pourrait permettre aux armateurs de payer le “coût complet” de leurs activités, ce qui n'est pas le cas actuellement ».
En utilisant ces bénéfices exceptionnels acquis à la sortie de la crise du covid de 2020, CMA CGM renforce ses métiers dans les chaînes logistiques pour devenir un logisticien complet de la sortie d'usine partout dans le monde jusqu'au consommateur final,.

## Impact environnemental
Le fret maritime est l'un des plus grands émetteurs de CO₂, et il tarde à changer de cap. Les grands groupes de ce secteur dont Maersk, MSC et CMA CGM, qui font partie des dix premiers groupes qui contrôlent 95 % du marché, ont les moyens d'investir dans la diminution d'émission des gaz à effet de serre. Le gaz naturel liquéfié (GNL) ne peut pas être considéré comme une alternative à faible émission de carbone, rappelle le GIEC. Le GNL est majoritairement constitué de méthane dont la combustion émet du CO₂. De plus, dans le cas d'une fuite de carburant, le pouvoir de réchauffement global du méthane est environ de trente fois celui du CO₂.
En mars 2024, la commission d'enquête sénatoriale sur TotalEnergies a auditionné Rodolphe Saadé, le PDG de CMA-CGM qui a défendu la politique de décarbonation qu'il explique mener dans son entreprise de fret maritime, l'un des moyens de transport utilisant les carburants les plus polluants. Selon Farid Trad, directeur de la transition énergétique de CMA-CGM, « en 2023, 29 millions de tonnes de CO2 ont été émises sur la partie maritime de l'entreprise, c'est un million de moins qu'en 2022 ». L'objectif du groupe est d'arriver à zéro émission nette en 2050 pour toutes ses activités, mais son entreprise mise sur le GNL comme carburant de transition. CMA CGM n'a pas encore chiffré ses émissions de gaz à effet de serre pour les publier sur le site de l'Agence de la transition écologique (Ademe), ainsi que son plan d'actions pour les réduire comme il en a l'obligation légale,.
Concernant la cible « zéro carbone » en 2050, Maerks et CMA CGM mettent en place un partenariat pour un cadre réglementaire préalable à la réduction des émissions de CO2 dans le secteur du transport maritime et à l'instauration de règles équitables. Ils indiquent qu'ils « confirment leur volonté de collaborer avec les autorités de régulation dans la mise en place d'un cadre réglementaire international, solide et durable, concernant les gaz à effet de serre, et invitent les autres entreprises maritimes internationales qui le souhaitent à se joindre à ce travail de coopération avec les instances réglementaires ».

### Émission de Radio
- Benoît Collombat, Frédéric Métézeau, « Jacques et Rodolphe Saadé, dans les eaux profondes du pouvoir » [audio], sur Secrets d'info, France Inter, Radio France, Cellule d'investigation de Radio France, 7 septembre 2024 (consulté le 7 septembre 2024)